# 美和桜
美和桜（みわざくら）は静岡県静岡市葵区遠藤新田の、安倍川右岸部（西側）の土手沿いに植樹されたカワヅザクラの地域呼称である。「美和桜並木」として親しまれる。毎年2月上旬から下旬に見頃となり、地域の祭が開催される。

## 概要
2005年（平成17年）4月1日に静岡市が政令指定都市になることを記念して、地元の有志団体「美和桜を育てる会（当時は「美和に桜を植える会」）」がその前月に安倍川の土手に沿って植えた107本のカワヅザクラであり、安倍口団地北側の土手約700 mの範囲に植えられている。
毎年2月上旬から下旬頃に見頃を迎え、2月の下旬に静岡市立美和小学校や土手沿いを会場として「美和桜まつり」が開催される。

## ギャラリー

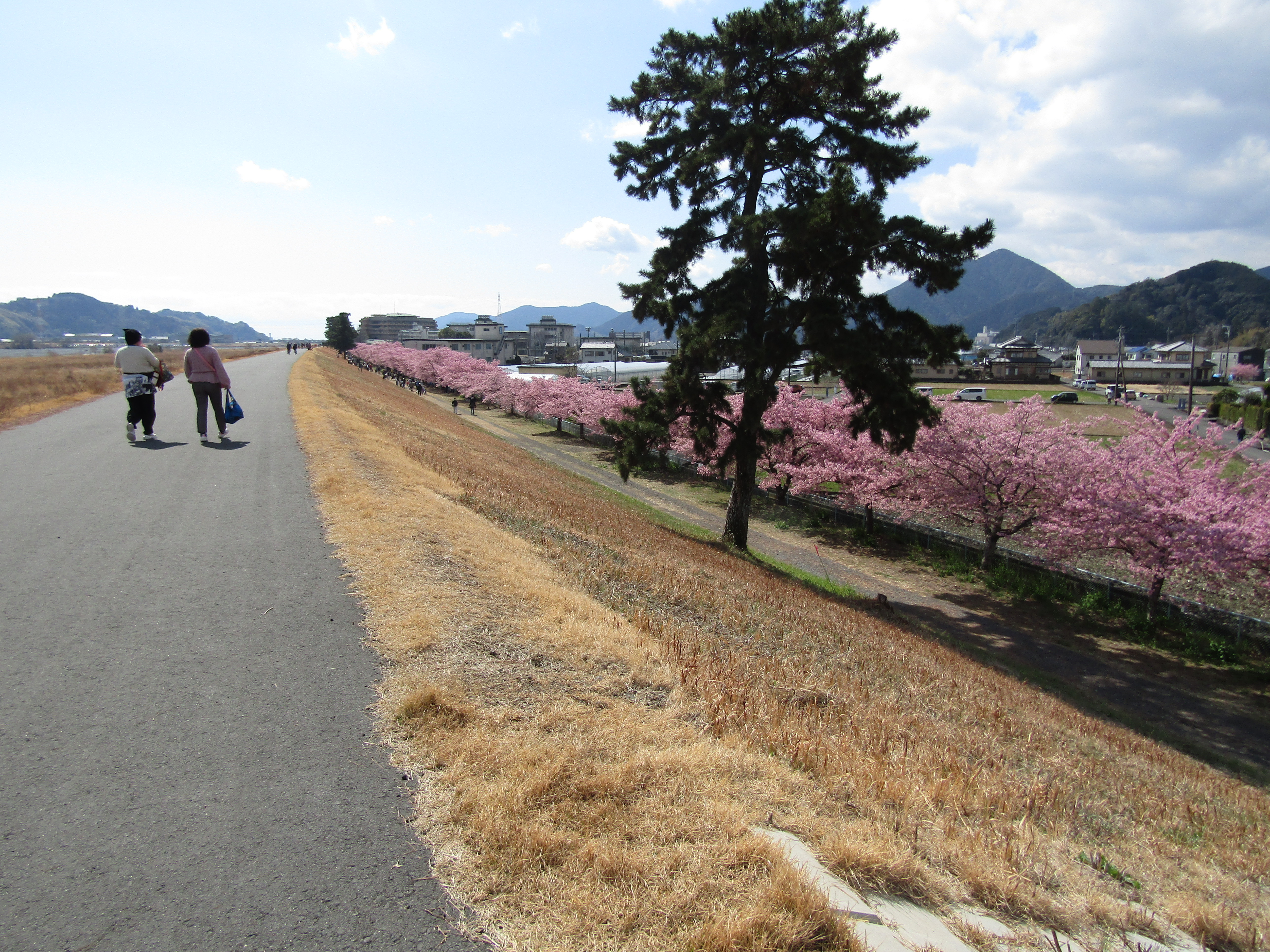
2025年（令和7年）3月9日
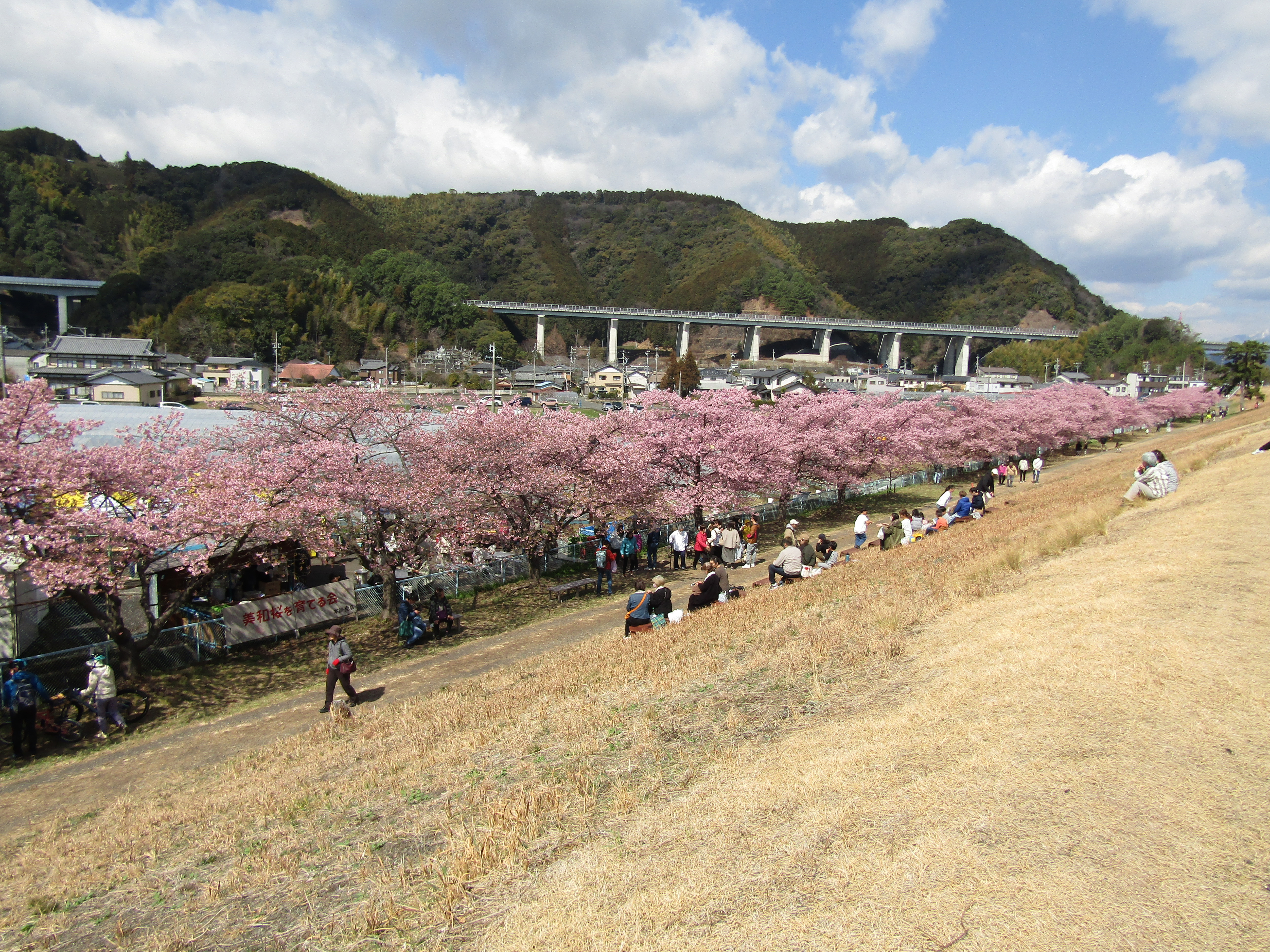
2025年（令和7年）3月9日

## アクセス
- 静岡駅1番乗り場でしずてつジャストラインバス「美和大谷線」乗車→「遠藤新田」バス停下車[3]。